# Església vella de Sant Andreu de Llavaneres
L'església vella és un edifici de Sant Andreu de Llavaneres (Maresme) inclòs a l'Inventari del Patrimoni Arquitectònic de Catalunya.

## Descripció
L'església vella de Sant Andreu de Llavaneres, situada al costat del cementiri, presenta una sola nau. La façana de pedra és austera. El campanar, situat a la dreta, és de planta quadrada. L'església fou decorada a la fi del mateix segle xvi amb un retaule barroc, amb escultures de Gaspar Huguet i pintures de Cèsar Corona. Aquest retaule fou traslladat a l'església parroquial.

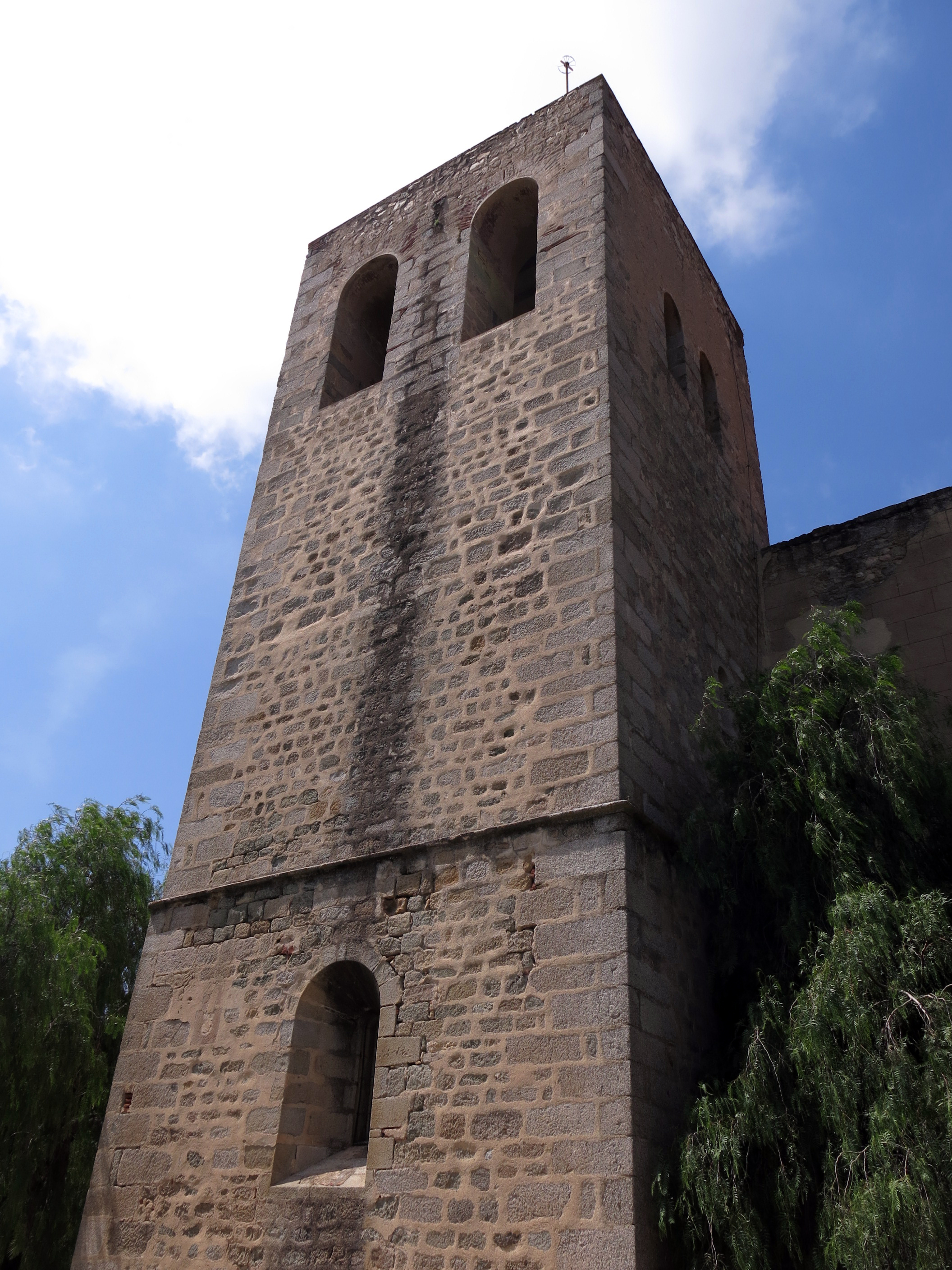
Detall del campanar

La porta d'entrada és d'arc de mig punt. Hi ha una llinda recta que separa la porta del frontó, que conté la imatge d'un sant. Als costats té columnetes fines amb capitells decorats. A la volta del frontó hi ha unes petites fulles en relleu i al centre hi ha un arcàngel. Al Maresme hi ha altres portes d'aquest tipus: la de Sant Martí d'Arenys de Munt és molt semblant.

## Història
La primitiva església de Sant Andreu de Llavaneres es bastí sobre un edifici anterior, probablement romànic, al llarg del segle xvi. A part del retaule també hi havia una imatge d'un Sant Crist, que fou traslladada a l'església nova.
L'església havia tingut merlets que no s'han conservat.
L'any 1508 el bisbe autoritzà l'enderrocament de la primitiva església i la construcció de la nova, que s'erigí sota les ordres de l'arquitecte Pere Blai, pare de l'arquitecte renaixentista homònim, autor de la remodelació del Palau de la Generalitat a Barcelona. De l'església original es va aprofitar la paret nord, la rosassa i l'arcàngel que corona el portal d'entrada, els lleons del costat de la porta, etc.

## Galeria d'imatges

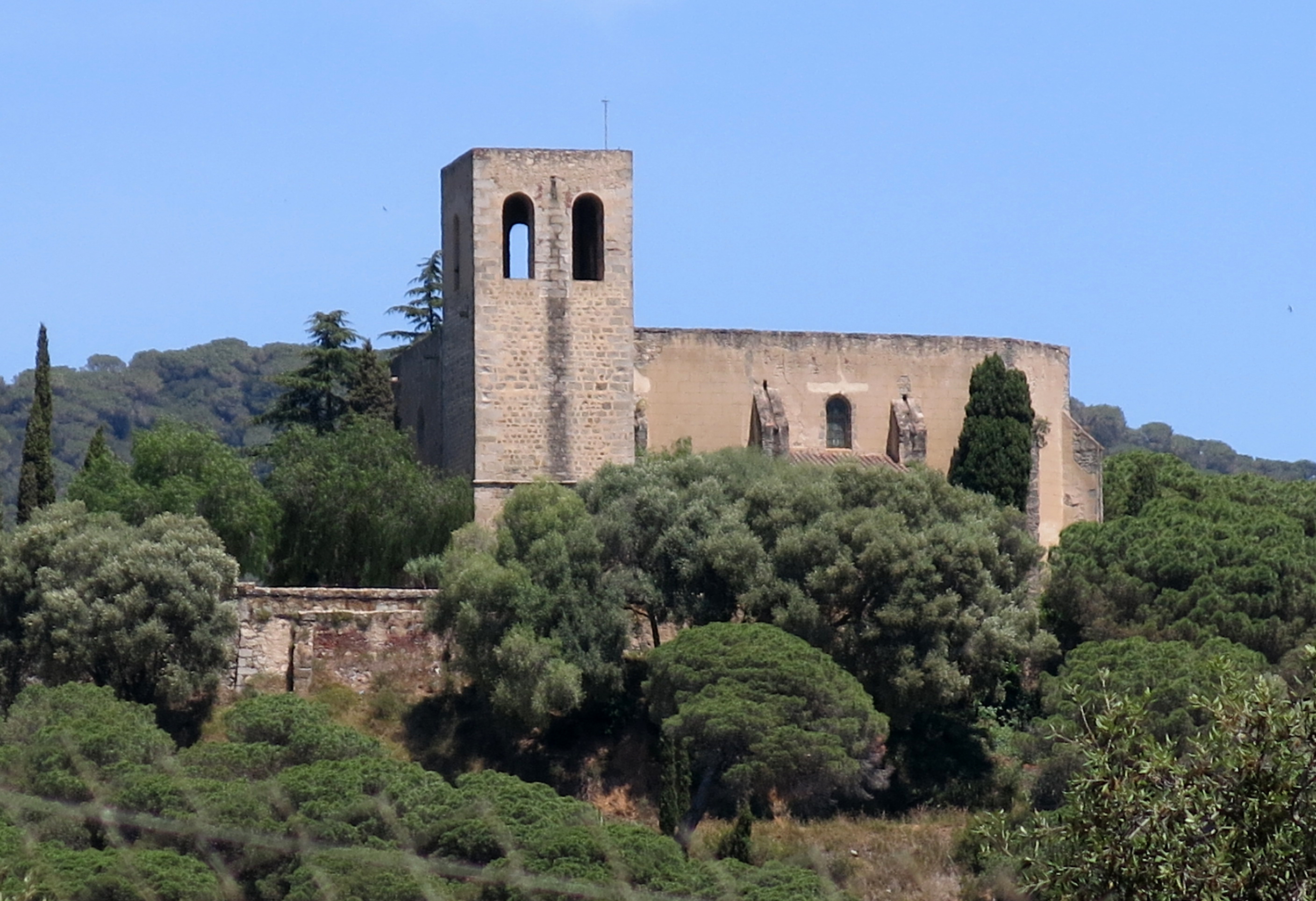
Vista de l'església des del poble
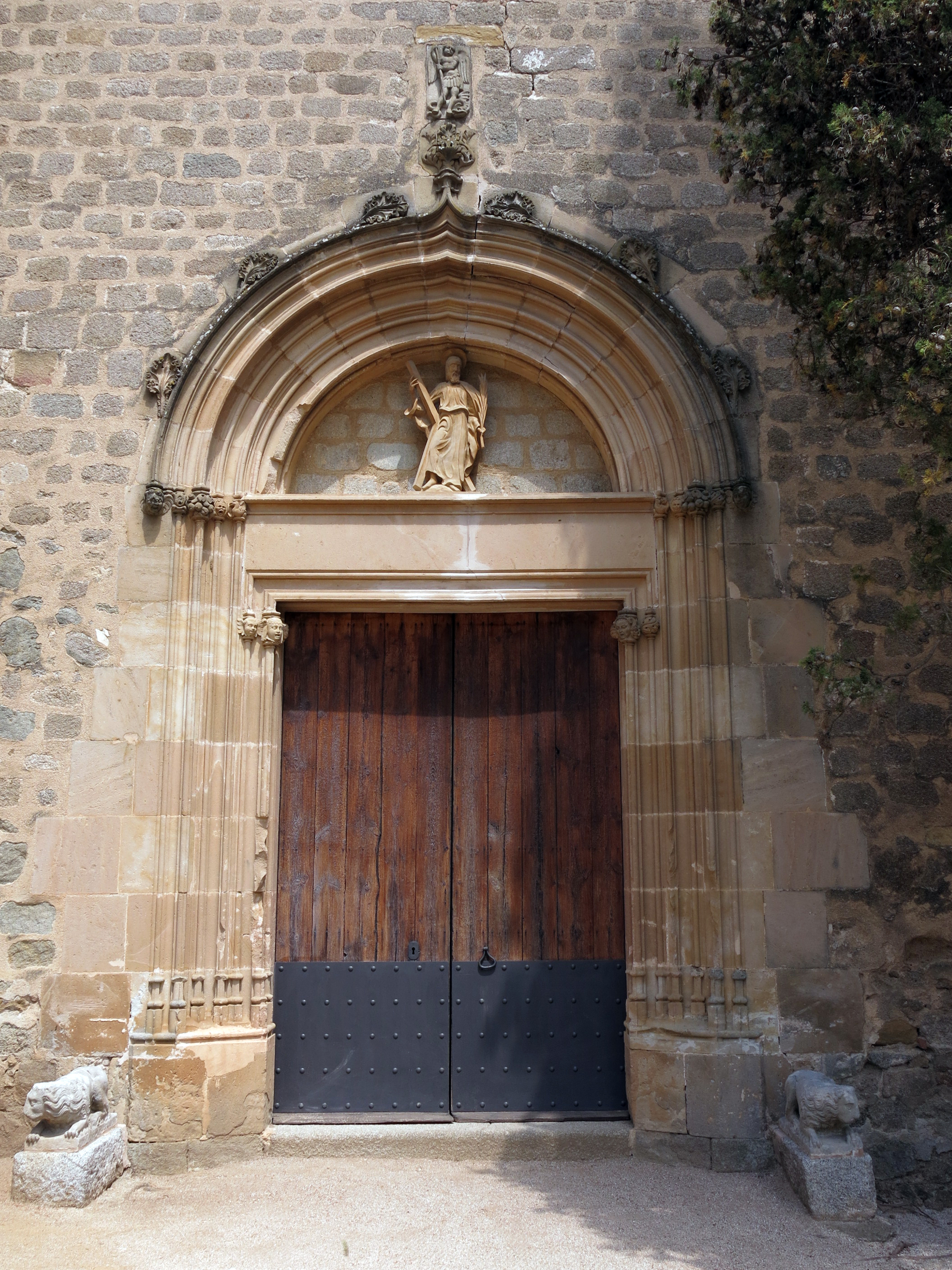
Portal
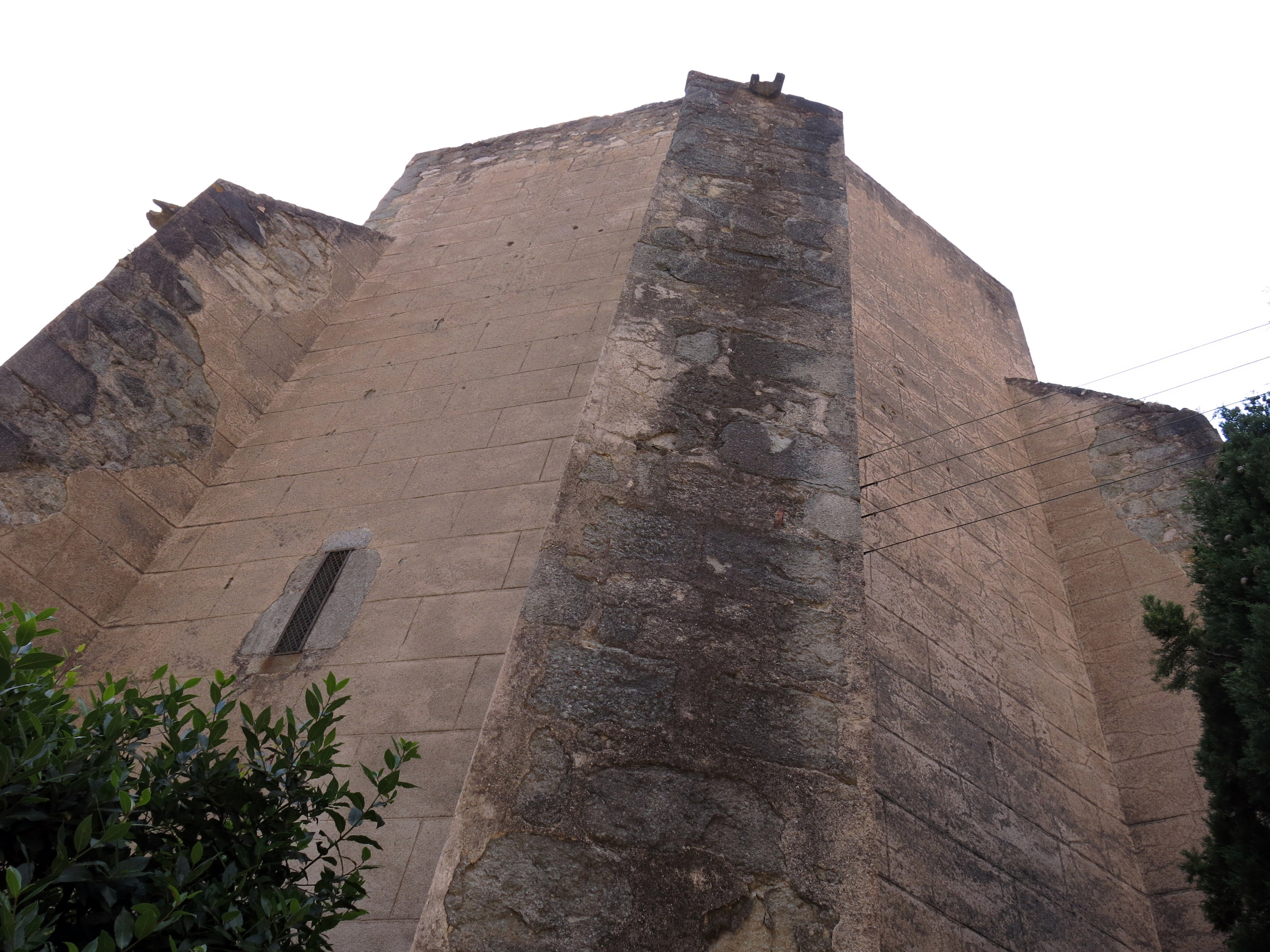
Absis
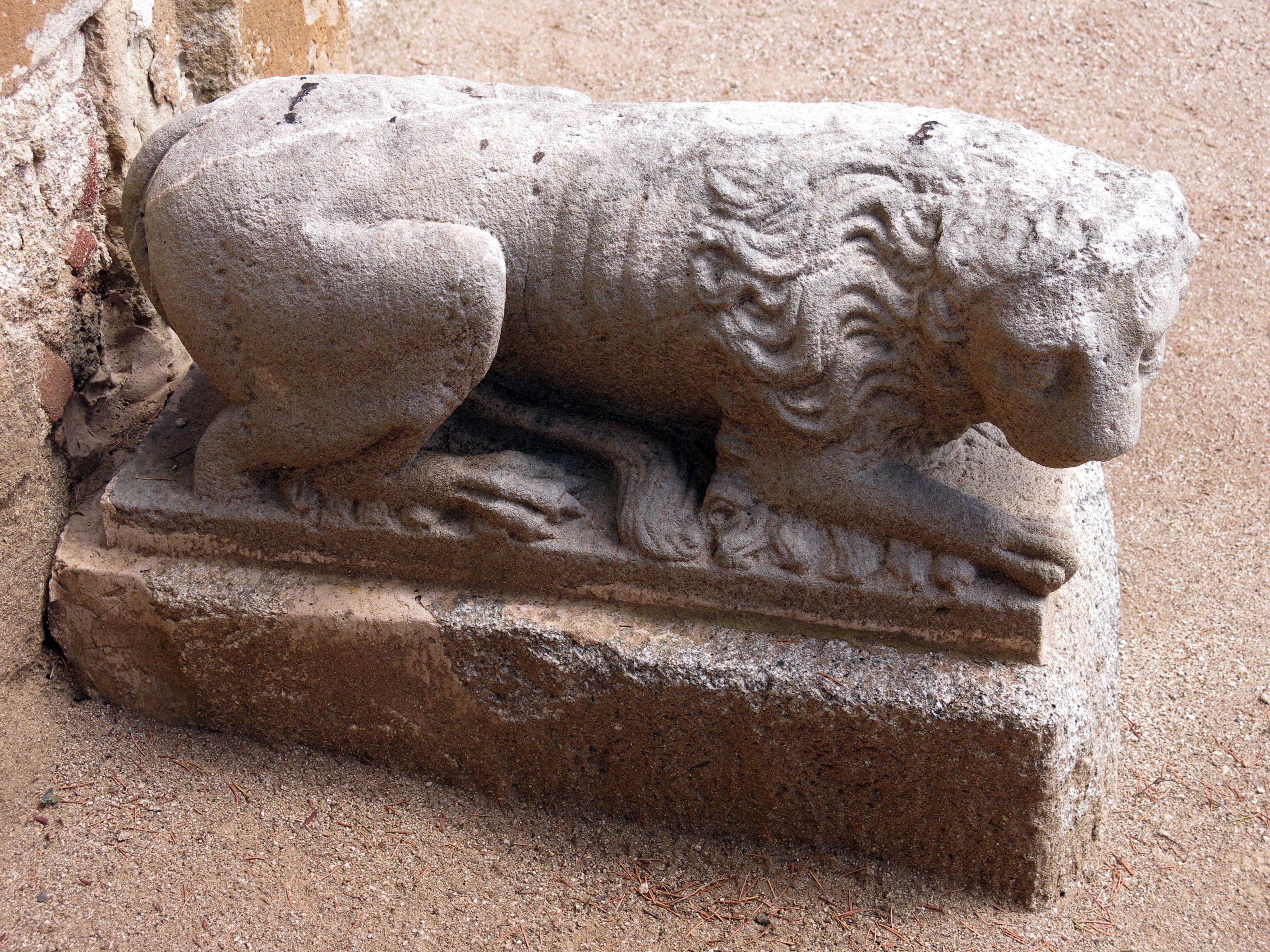
Lleó vora el portal
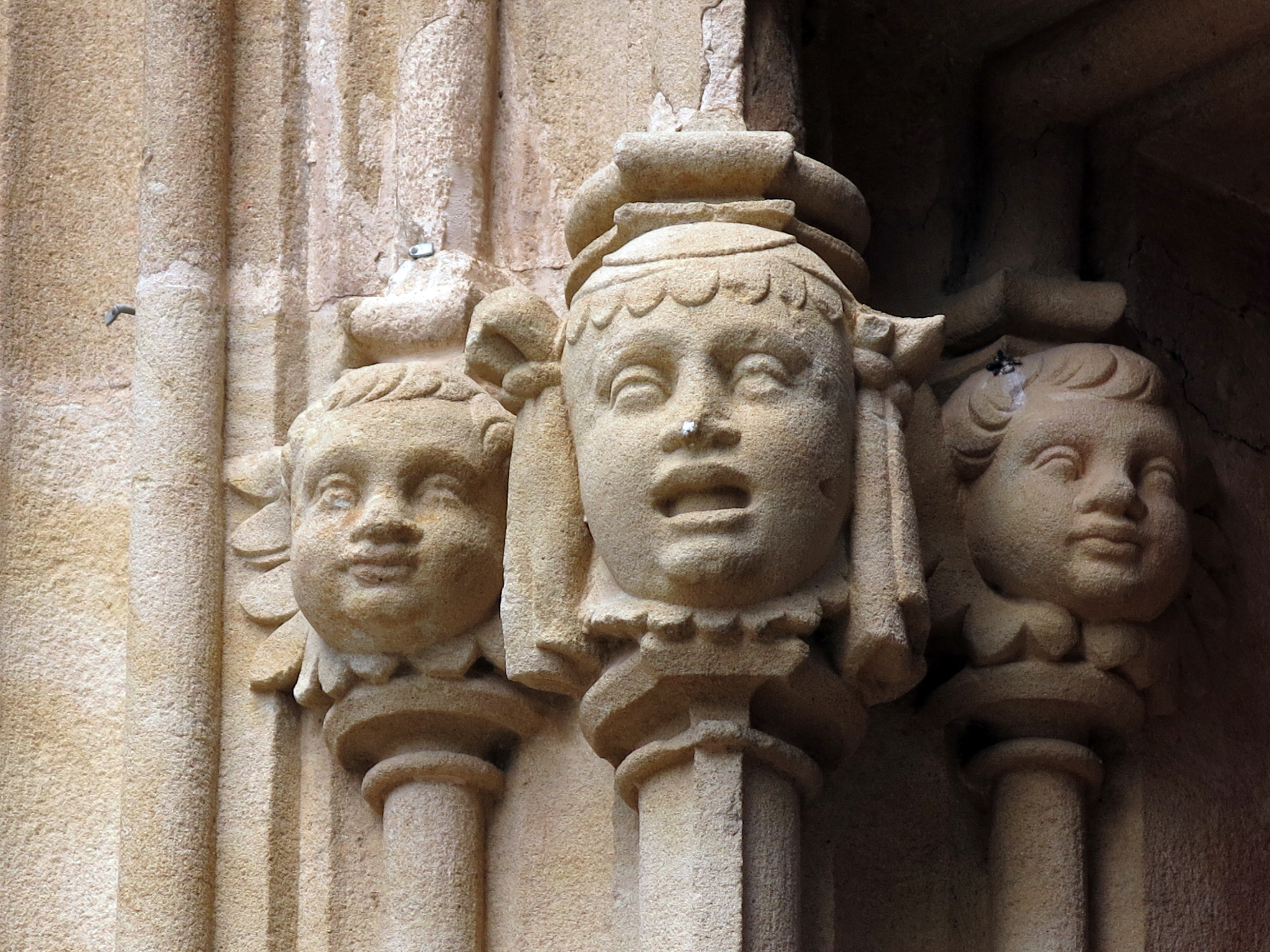
Capitells del portal
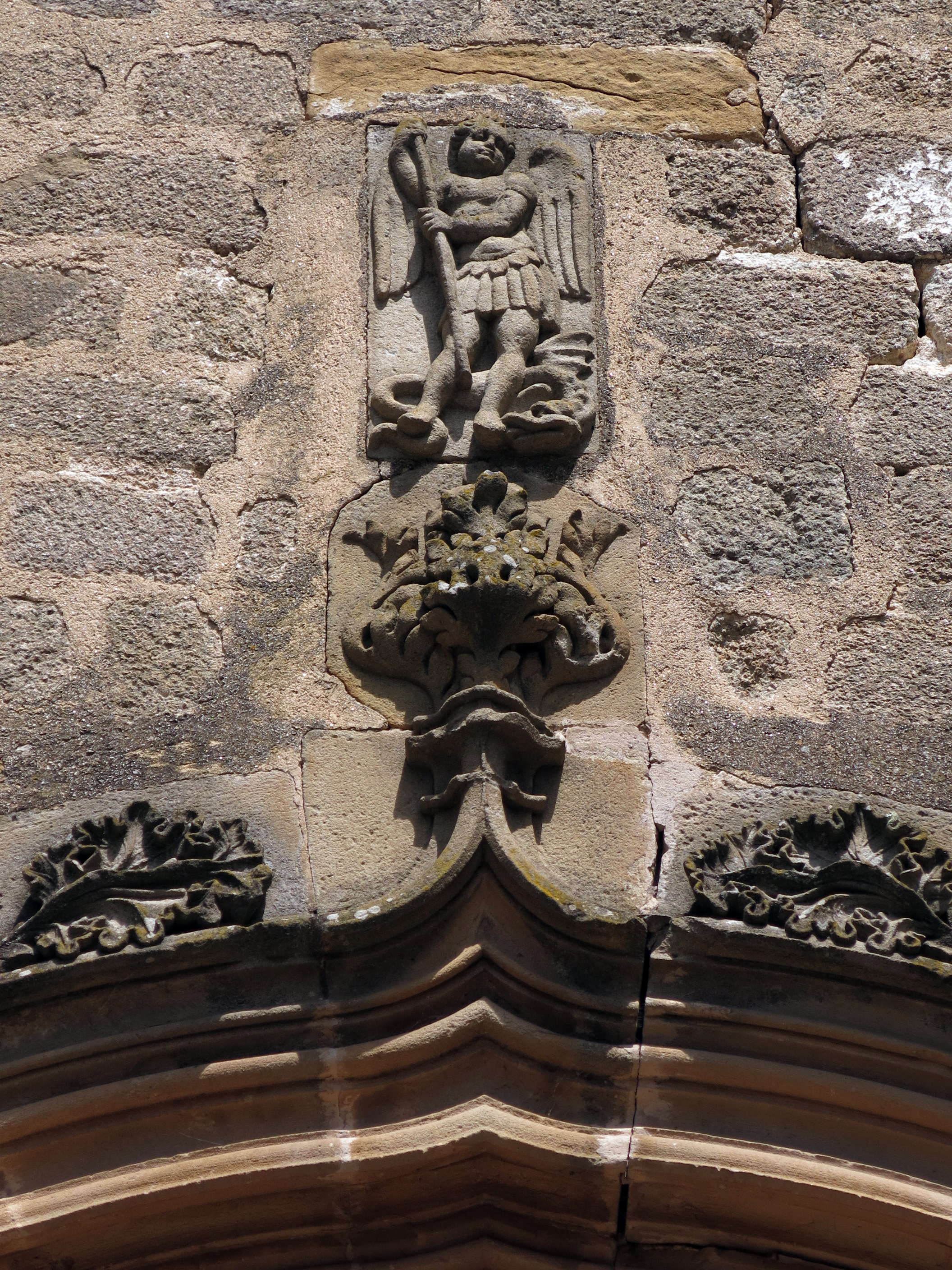
Relleus de fulles i arcàngel